# 路德维希·冈普洛维奇
路德维希·冈普洛维奇（波蘭語：Ludwig Gumplowicz，1838年3月9日—1909年8月19日）波兰社会学家、法学家、历史学家和政治学家，格拉茨大学宪法和行政法教授，德语国家社会学的奠基人之一。他在奥匈帝国目睹了许多反犹种族冲突，这影响了他后来关于社会冲突的社会学理论和社会现象的解释。他对社会科学、政治学和法学领域做出贡献。对社会进步可持续与否持怀疑态度，他相信国家起源自不可调和的对抗，而非团结或神授。